# Exploitation (chemin de fer)
Pour les articles homonymes, voir Exploitation.
L'exploitation ferroviaire regroupe l’ensemble des pratiques permettant de gérer les circulations sur un réseau de chemin de fer. L’exploitation travaille à la bonne circulation des trains, en attribuant des horaires de passage sur les voies (en France, des « sillons horaire »), en gérant la sécurité ferroviaire et le matériel ferroviaire et le coût du transport.

## Historique
L'exploitation (EX) était l'un des 3 grands services des anciennes Compagnies ferroviaires puis de la SNCF jusqu'à une réforme des structures en 1974, étaient avec ceux des Voies et Bâtiments (VB), Matériel et Traction (MT).
Le service exploitation gérait le personnel des guichets et bureaux de gare, le personnel de manœuvre et de formation des trains dans les gares et triages, les aiguilleurs, les manutentionnaires de bagages et de marchandises, le personnel d'accompagnement (contrôleurs et chefs de train).
Dans la première période du chemin de fer de 1840 au début du XXe siècle, la majorité du personnel de l'Exploitation, agents en contact avec le public (gares et personnel d'accompagnement des trains) et personnel des bureaux, étaient recrutés parmi les bons élèves des écoles et des collèges et appartenait à la classe des employés (à l'exception du personnel des gares de triage et des hommes d'équipe), par opposition à la classe ouvrière du Matériel et Traction (le personnel de conduite et les ouvriers de dépôts) et l'origine rurale de la majorité du personnel de la Voie. La mentalité du personnel de la Traction, « les gueules noires », s'opposait à celle des « Môssieurs » des gares et des gratte-papier des bureaux, auteurs de tracasseries administratives.
Cette opposition a parfois dégénéré jusqu'au conflit violent entre deux autorités rivales, le mécanicien du service traction et le chef de train de l'Exploitation, également nécessaire pour la sécurité

## Gestionnaires d’exploitation ferroviaire
En France, SNCF Réseau (anciennement direction de la circulation ferroviaire (DCF)) est chargé, depuis le 1er janvier 2010, d'attribuer des sillons horaire et de gérer le trafic des différentes entreprises de transport ferroviaire,.